# Rid mig som en dalahäst
Rid mig som en dalahäst är en låt från 2022 framförd av Rasmus Gozzi och Fröken Snusk. Den var en av de mest omdiskuterade låtarna 2022 och kritiserades särskilt för textinnehållet. I maj 2024 hade den spelats 72 miljoner gånger på musiktrömningstjänsten Spotify.
Inför Fröken Snusks medverkan i Melodifestivalen 2024 mötte hennes deltagande kritik från vissa håll. Det påstods bland annat att hon inte borde ha fått delta på grund av misstankar om manipulerade strömningssiffror på olika låtar, bland dem märks just "Rid mig som en dalahäst", vilken tillfälligt drogs tillbaka av Spotify. Trots detta tillät Sveriges Television henne att delta.
"Rid mig som en dalahäst" är Fröken Snusks första singeletta på Sverigetopplistan.

## Listplaceringar
| Lista (2022)      | Högsta position |
| ----------------- | --------------- |
| Sverigetopplistan | 1               |